# Incidente di Dogger Bank
L’incidente di Dogger Bank è avvenuto nel Mare del Nord nella notte tra il 21 e il 22 ottobre 1904, quando la Flotta del Baltico della Marina imperiale russa scambiò una flotta di pescherecci britannici salpata da Kingston upon Hull per torpediniere della Marina imperiale giapponese e aprì il fuoco contro di essi. Nell'attacco persero la vita due pescatori britannici e ne rimasero feriti altri sei; un peschereccio britannico fu inoltre affondato e altri cinque vennero danneggiati. Nel caos dell'evento inoltre l'incrociatore russo Aurora venne colpito da fuoco amico e due persone a bordo furono uccise.
L'evento ebbe grande risonanza nell'opinione pubblica britannica dell'epoca e causò un grave deterioramento nei rapporti tra Regno Unito e l'Impero russo.

## Fatti
Le navi da guerra russe coinvolte nell'incidente erano state mandate a rinforzare il 1º squadrone del Pacifico della Marina imperiale russa, allora stazionato a Port Arthur e impegnato nella guerra russo-giapponese. L'ammiraglio russo Zinovij Rožestvenskij temeva che i giapponesi avessero mandato delle navi dall'altra parte del mondo per attaccarli e ordinò che a nessuna imbarcazione straniera fosse consentito attraversare la flotta russa.
Durante la traversata Rožestvenskij ricevette un rapporto dalla nave mercantile russa Bakan che si trovava nello stretto dell'isola di Langeland che segnalava "quattro torpediniere che mostravano solo le luci sull'albero di mezzana in modo che a distanza potessero essere scambiate per pescherecci". Le navi russe erano quindi in massima allerta per la possibile presenza di torpedieniere e sottomarini giapponesi in quelle acque.
Dopo aver superato gli stretti danesi, la flotta russa entrò nel Mare del Nord. Il disastro del 21 ottobre cominciò alla sera, quando il capitano della nave ausiliaria Kamčatka, che chiudeva la formazione russa, scambiò una nave svedese di passaggio per una torpediniera giapponese e informò le altre navi via radio che era sotto attacco.
In seguito, in quella notte nebbiosa, le vedette avvistarono i pescherecci inglesi, travisarono i loro segnali e li scambiarono per torpediniere giapponesi. Le navi russe allora aprirono il fuoco su di loro. I pescherecci avevano le reti calate in mare e non poterono scappare. Il peschereccio Crane affondò e il suo capitano e il nostromo morirono; quattro altri pescherecci furono danneggiati e sei altri marinai britannici vennero feriti, uno dei quali morì alcuni mesi dopo per le ferite riportate.
Nel caos generale alcune navi russe iniziarono a spararsi a vicenda. Gli incrociatori Aurora e Dmitrij Donskoj furono scambiati per navi da guerra giapponesi e prese a cannonate da sette altre navi russe, danneggiandole entrambe, uccidendo un marinaio e un cappellano e ferendo gravemente un altro marinaio. Alcune navi russe inoltre segnalarono di essere state colpite da siluri e a bordo della Borodino si diffuse la voce che la nave era sotto arrembaggio da parte dei giapponesi. Perdite più gravi da entrambe le parti furono evitate solo grazie alla scarsa qualità dell'artiglieria russa: la nave da battaglia Orël ad esempio riportò di avere sparato più di 500 granate senza colpire alcunché.
L'attacco terminò dopo circa 20 minuti.

## Eventi successivi

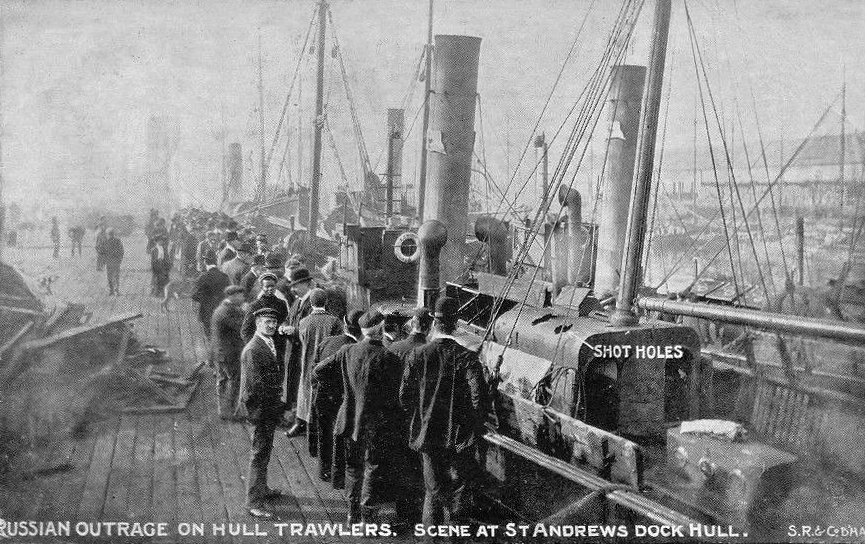
Uno dei pescherecci danneggiati, al ritorno a Kingston upon Hull.

L'incidente causò un serio conflitto diplomatico tra la Russia e il Regno Unito, reso ulteriormente grave dall'alleanza anglo-giapponese. La stampa britannica fu molto dura contro i marinai russi e l'ammiraglio Rožestvenskij; l'editoriale del Times, ad esempio, riportava:
La Home Fleet della Royal Navy iniziò i preparativi per un possibile scontro navale con la flotta russa, mentre squadre navali britanniche seguivano le navi russe mentre proseguivano la navigazione nel golfo di Biscaglia. Sotto pressione diplomatica il governo russo decise di aprire un'indagine sull'incidente e ordinò a Rožestvenskij di ormeggiare a Vigo, dove sbarcò gli ufficiali considerati responsabili. La flotta russa poi ripartì da Vigo e raggiunse Tangeri, dove rimase ormeggiata per alcuni giorni in quanto avevano perso i contatti con la Kamčatka. La nave si riunì alla flotta e riportò di essere stata attaccata da tre navi da guerra giapponesi e di avere sparato più di 300 granate. Si scoprì poi che quelle tre navi erano un mercantile svedese, un peschereccio tedesco e una scuna francese. La flotta salpò infine da Tangeri, ma una delle navi ruppe con l'ancora un cavo sottomarino lasciando la città senza telegrafo per quattro giorni.
Poiché le corazzate più moderne della flotta russa avevano un pescaggio molto maggiore delle navi più vecchie, si temeva che non sarebbero riuscite ad attraversare il canale di Suez, la flotta si divise in due parti dopo essere salpata da Tangeri il 3 novembre 1904: le navi più recenti procedettero a doppiare il capo di Buona Speranza sotto il comando dell'ammiraglio Rožestvenskij, mentre le corazzate più vecchie e altre navi più piccole fecero rotta verso il canale di Suez sotto il comando dell'ammiraglio von Felkerzam. I due gruppi si riunirono in Madagascar, e la flotta continuò il suo viaggio verso il Mar del Giappone, dove prese parte alla battaglia di Tsushima subendo una rovinosa sconfitta.

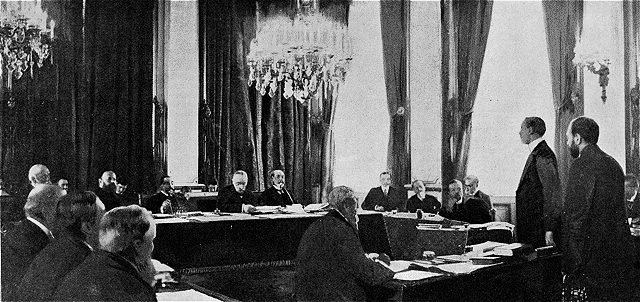
Una sessione della commissione internazionale sull'incidente.

Il 25 novembre 1904 i governi di Regno Unito e Russia siglarono un accordo per sottoporre la questione ad una commissione internazionale che doveva basare la propria valutazione sulla convenzione dell'Aia del 1899. Tale commissione si riunì a Parigi dal 9 gennaio al 25 febbraio 1905 e produsse un rapporto in cui concludeva che "i commissari riconoscono all'unanimità che l'ammiraglio Rožestvenskij ha fatto personalmente tutto il possibile, dall'inizio alla fine dell'incidente, per evitare che i pescherecci, riconosciuti come tali, venissero attaccati dalla squadra navale".
La Russia ha volontariamente pagato una compensazione di 66 000 sterline ai pescatori. Nel 1906 a Kingston upon Hull è stato costruito un memoriale per commemorare i tre marinai britannici morti nell'incidente.